# Microrregión de Carazinho
La microrregión de Carazinho es una de las microrregiones del estado brasilero del Rio Grande do Sul perteneciente a la mesorregión Noroeste Rio-Grandense. Su población fue estimada en 2005 por el IBGE en 162.174 habitantes y está dividida en dieciocho municipios. Posee un área total de 4.935,936 km².

## Municipios
- Almirante Tamandaré do Sul
- Barra Funda
- Boa Vista das Missões
- Carazinho
- Cerro Grande
- Chapada
- Coqueiros do Sul
- Jaboticaba
- Lajeado do Bugre
- Nova Boa Vista
- Novo Barreiro
- Palmeira das Missões
- Pinhal
- Sagrada Família
- Santo Antônio do Planalto
- São José das Missões
- São Pedro das Missões
- Sarandi

- Datos: Q2565576